# Protocolo das Nações Unidas para Prevenir, Suprimir e Punir o Tráfico de Pessoas, Especialmente Mulheres e Crianças
O Protocolo da ONU para Prevenir, Suprimir e Punir o Tráfico de Pessoas, especialmente Mulheres e Crianças (também conhecido como Protocolo contra o Tráfico de Pessoas) é um protocolo da Convenção das Nações Unidas contra o Crime Organizado Transnacional. É um dos três Protocolos de Palermo, sendo que os outros são o Protocolo contra o Contrabando de Migrantes por Terra, Mar e Ar e o Protocolo contra o fabrico ilícito de tráfico de armas de fogo, aprovada pela Organização das Nações Unidas, em Palermo, na Itália, em 2000.[carece de fontes?]
O Protocolo contra o Tráfico de Pessoas entrou em vigor em 25 de dezembro de 2003. Em setembro de 2017, foi ratificado por 171 estados.
O Escritório das Nações Unidas sobre Drogas e Crime (UNODC) é responsável pela implementação do Protocolo. Oferece assistência aos Estados na elaboração de leis, criando estratégias nacionais de antitrata de maneira abrangente e auxiliando com recursos para implementar essas estratégias. Em março de 2009, o Escritório das Nações Unidas sobre Drogas e Crime lançou a Campanha Coração Azul para combater o tráfico de pessoas, aumentar a conscientização, incentivar a participação e inspirar ações.
O protocolo compromete a ratificação dos Estados para prevenir e combater o tráfico de pessoas, proteger e assistir as vítimas do tráfico e promover a cooperação entre os Estados a fim de alcançar esses objetivos.